# Kim Jong-dae
Kim Jong-dae (kor. 김 종대; ur. 21 października 1981) – południowokoreański zapaśnik w stylu wolnym. Olimpijczyk z Pekinu 2008, gdzie zajął czternaste miejsce w kategorii 60 kg. Dziesiąte miejsce na igrzyskach azjatyckich w 2002. Wojskowy mistrz świata w 2005. Drugi w Pucharze Świata w 2002 i piąty w 2006 roku.